# Jean Jullien
Jean Jullien (Cholet, 14 de Março de 1983) é um designer gráfico e ilustrador francês, responsável por criar o símbolo Peace For Paris - uma variação do tradicional símbolo da paz - em memória aos mortos e feridos nos ataques de novembro de 2015 em Paris. O símbolo tornou-se rapidamente um viral e foi reproduzido pelo mundo todo, como forma de solidariedade contra o terrorismo.